# Gracila albomarginata
Gracila albomarginata är en fiskart som först beskrevs av Fowler och Bean, 1930.  Gracila albomarginata ingår i släktet Gracila och familjen havsabborrfiskar. IUCN kategoriserar arten globalt som otillräckligt studerad. Inga underarter finns listade i Catalogue of Life.